# ماري غلوري
ماري غلوري (بالفرنسية: Marie Glory)‏ هي ممثلة فرنسية، ولدت في 3 مارس 1905 في فرنسا، وتوفيت بنفس المكان في 24 يناير 2009 بسبب مرض.

## وصلات خارجية
- ماري غلوري على موقع IMDb (الإنجليزية)
- ماري غلوري على موقع ألو سيني (الفرنسية)
- ماري غلوري على موقع أول موفي (الإنجليزية)
- ماري غلوري على موقع قاعدة بيانات الأفلام السويدية (السويدية)
- ماري غلوري على موقع قاعدة بيانات الفيلم (الإنجليزية)
- ماري غلوري على موقع كينوبويسك (الروسية)